# Artère hypophysaire supérieure
 (août 2025).
L'artère hypophysaire supérieure est une artère systémique paire de la tête. Elle contribue à la vascularisation de la l'hypophyse.

## Origine
L'artère hypophysaire supérieure nait de la partie cérébrale de l'artère carotide interne à sa sortie du sinus caverneux.

## Trajet
L'artère hypophysaire supérieure chemine vers la tige pituitaire et la partie supérieure de l’hypophyse.
Elle se divise en une à trois branches pour vasculariser le pédicule hypophysaire, la partie antérieure de l'hypophyse (adénohypophyse), l'infundibulum de l’hypothalamus , le chiasma optique, une partie du tubercule de la selle et le nerf optique.
Elle peut s'anastomoser avec l'artère hypophysaire inférieure.

## Anatomie fonctionnelle
Le système vasculaire hypophysaire est un élément central du système endocrinien.
La circulation hypophysaire permet une transmission rapide des signaux hormonaux hypothalamiques vers l’adénohypophyse, ce qui garantit une régulation fine des fonctions endocrines majeures : croissance, reproduction, métabolisme, et réponse au stress.
Le lobe postérieur reçoit directement des axones hypothalamiques qui libèrent les hormones dans les capillaires de l’artère hypophysaire inférieure.

## Aspect clinique
La connaissance précise de la vascularisation hypophysaire est cruciale en neurochirurgie, notamment lors des interventions par voie trans-sphénoïdale pour l’exérèse des adénomes hypophysaires.
Une lésion des artères hypophysaires peut entraîner des troubles endocriniens sévères, comme l’insuffisance antéhypophysaire ou un diabète insipide central si la neurohypophyse est compromise.
Les accidents vasculaires touchant la vascularisation hypophysaire sont rares mais redoutables, pouvant se manifester par une apoplexie hypophysaire, urgence neuroendocrinienne nécessitant une prise en charge rapide.